# آلة اهتزاز الزلازل

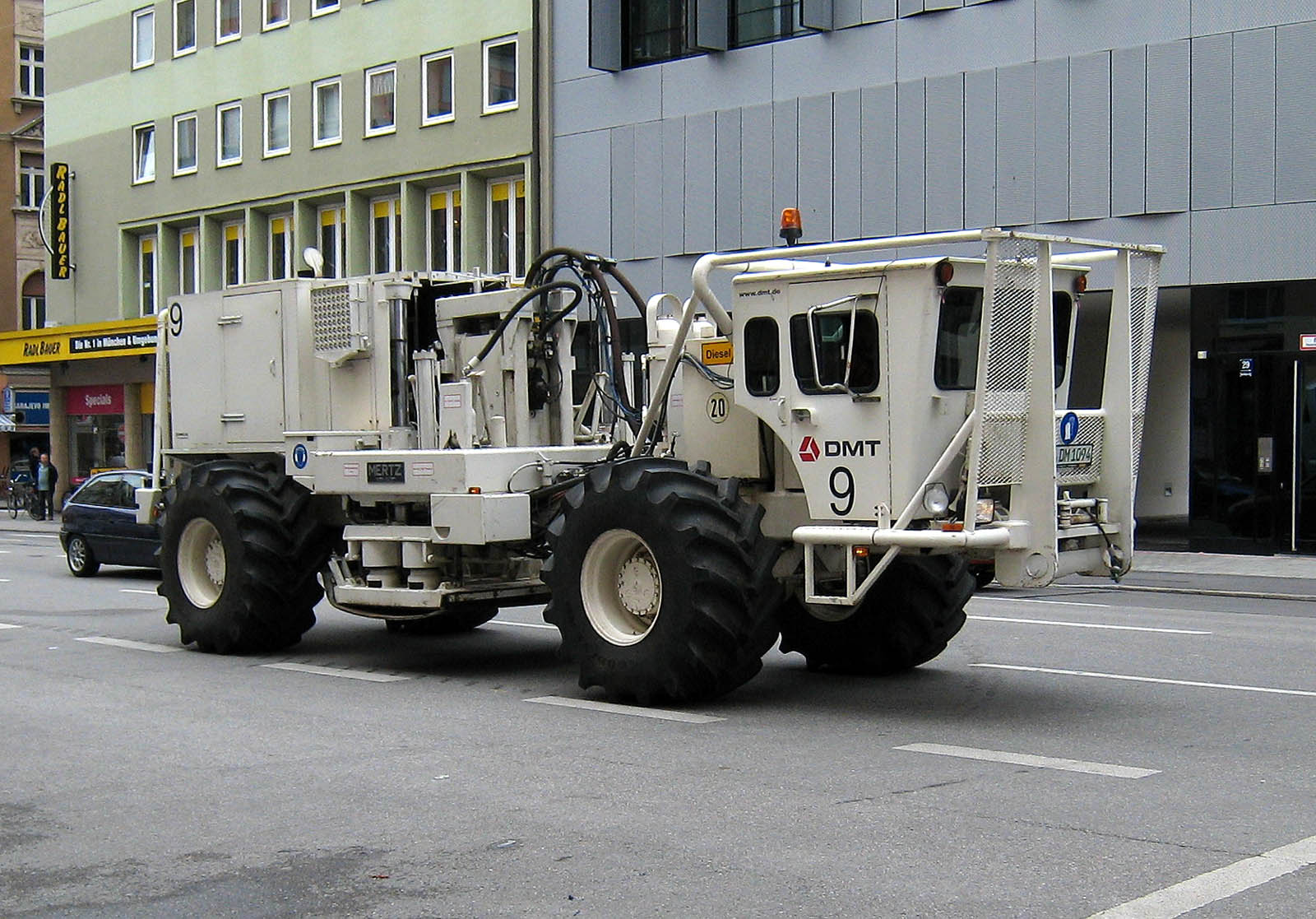
آلة اهتزاز الزلازل في ميونخ، ألمانيا

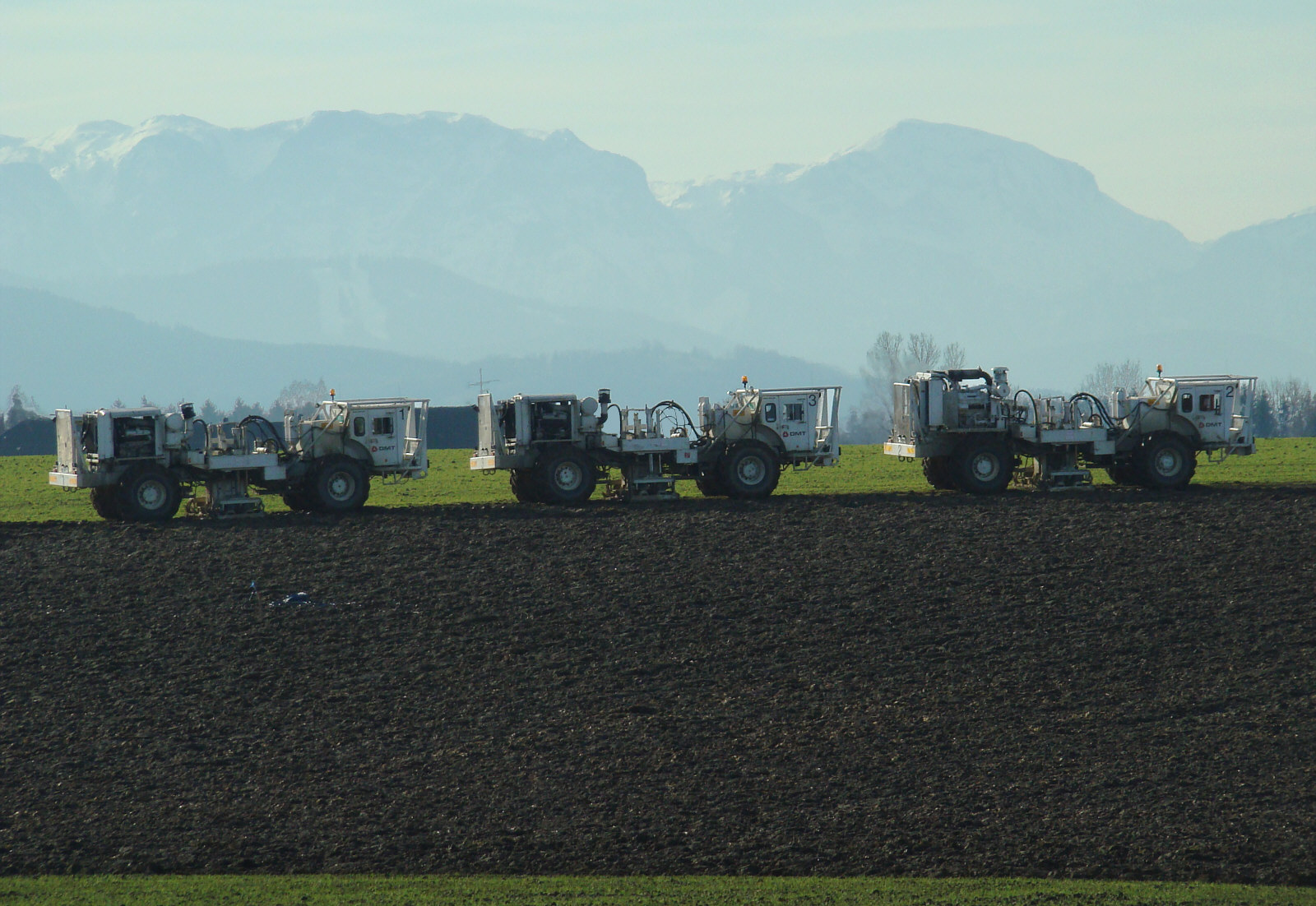
آلات اهتزاز الزلازل في الاستكشاف ثلاثي الأبعاد في التلال السفحية لجبال الألب في النمسا

آلة اهتزاز الزلازل هي جهاز مثبت في شاحنة يمكنه إحداث اهتزازات منخفضة التردد في الأرض. وهي واحدة من عدد من المصادر الزلزالية المستخدمة في علم الزلازل الانعكاسية. وتستخدم آلات اهتزاز الزلازل في أداء ما يقرب من نصف استطلاعات الزلازل على الأرض.
وتدور حبكة رواية كين فوليت المثيرة لعام 1998 مطرقة عدن (The Hammer of Eden) حول استخدام بعض الإرهابيين البيئيين لآلة اهتزاز زلزالية مسروقة.
تزن أبرز آلات اهتزاز الزلازل في العالم، المعروفة باسم "TRex" نحو 29 طنًا.

## وصلات خارجية
- اهتزاز الأرض: الاهتزاز فيديو يوضح استخدام آلة اهتزاز الأرض
- بحث عن الزلازل في KGS، وصف لآلة اهتزاز الزلازل وكيفية استخدام دراسة كنساس الجيولوجية لها
- قسم ألاسكا للصيد والألعاب، صورة توضح استخدام مصادر الاهتزاز
- Geosys IVI صور وأوصاف لآلات الاهتزاز التي صنعتها شركة Geosys, Inc. في اليابان
- شاحنة الاهتزاز صور لشاحنات الاهتزاز التي تستخدمها جامعة كالجاري